# Riencourt-lès-Bapaume
Riencourt-lès-Bapaume település Franciaországban, Pas-de-Calais megyében. Lakosainak száma 32 fő (2022. január 1.). Riencourt-lès-Bapaume Bancourt, Bapaume, Beaulencourt és Villers-au-Flos községekkel határos.

## Népesség
A település népessége az elmúlt években az alábbi módon változott:
| Lakosok száma | 123  | 112  | 136  | 86   | 51   | 43   | 25   | 36   | 35   | 32   |
|               | 1793 | 1836 | 1866 | 1891 | 1921 | 1962 | 1999 | 2010 | 2017 | 2022 |